# Alexandre Nikolaïevitch Andreïev
Pour les articles homonymes, voir Andreïev.
Alexandre Nikolaïevitch Andreïev (en russe : Александр Николаевич Андреев), né le 19 août 1821 dans le gouvernement de Iekaterinoslav et mort le 5 novembre 1881 à Saint-Pétersbourg, est un amiral russe. Il est l'un des héros du siège de Sébastopol.

## Biographie
Alexandre Nikolaïevitch Andreïev étudia à l'École du Corps naval des Cadets, il obtint son diplôme en 1838 au grade de garde-marine (grade en vigueur dans la Marine impériale de Russie de 1716 à 1917), en 1839, il devint sous-officier. Il servit sous les ordres de l'amiral Mikhaïl Lazarev dans la flotte de la mer Noire et navigua à bord du schooner Lastotchka, des navires de transport Gagra et Socha, du brick Endemion. En 1848, il reçut l'Ordre de Sainte-Anne (troisième degré).
Au cours de la glorieuse défense de Sébastopol, lieutenant, Alexandre Nikolaïevitch Andreïev commandait la batterie no 10 ; pour son courage et sa bravoure, le 20 novembre 1854, il fut décoré de l'ordre de Saint-Georges (quatrième degré).
Le 22 septembre 1855, Andreïev fut promu capitaine (deuxième rang). D'autres récompenses lui furent décernées au cours de la Guerre de Crimée, dont l'ordre de Saint-Stanislas (deuxième degré avec couronne et épée) (1856). Il termina ce conflit au grade de capitaine (premier rang). En 1856, il fut transféré de la Flotte de la mer Noire à la Flotte de la mer Baltique et servit dans la région de Nikolaïev (Ukraine) à bord du Tsarevitch. Il fut nommé commandant de la frégate Alexandre Nevski, il assura également le commandement de la 39e flotte et de la 11e flotte navale de Kronstadt. Le 22 septembre 1860, il lui fut décerné l'ordre de Saint-Vladimir (quatrième degré, avec ruban), en 1864 l'ordre de Sainte-Anne (deuxième degré avec couronne). Le 28 octobre 1868, il fut élevé au grade de kontr-admiral, et fut le plus jeune chef de la Flotte de la Baltique. En 1874, il fut nommé commandant en chef du port de Saint-Pétersbourg et promu vitse-admiral. Le 1er janvier 1869, il reçut l'ordre de Saint-Vladimir (troisième degré), le 28 mars 1871, l'ordre de Saint-Stanislas (premier degré), le 8 avril 1873, l'ordre de Sainte-Anne (deuxième degré avec couronne impériale), en 1877, l'ordre de Saint-Vladimir (deuxième degré), en 1880, l'ordre de l'Aigle blanc.

### Décès et inhumation
Alexandre Nikolaïevitch Andreïev décéda le 5 novembre 1881 à Saint-Pétersbourg, il fut inhumé au cimetière du monastère Novodievitchi.

## Distinctions
- 1848 : Ordre de Sainte-Anne (troisième classe)
- 1854 : Ordre de Saint-Georges (quatrième classe)
- : Ordre de Saint-Stanislas (deuxième classe)
- 1856 : Ordre de Saint-Vladimir (quatrième classe)
- 1860 : Ordre de Sainte-Anne (deuxième classe)
- 1864 : Ordre de Saint-Vladimir (troisième classe)
- 1869 : Ordre de Saint-Stanislas (première classe)
- 1871 : Ordre de Sainte-Anne (deuxième classe)
- 1877 : Ordre de Saint-Vladimir (deuxième classe)
- 1880 : Ordre de l'Aigle blanc (Russie impériale)